# ويليامسون دان
ويليامسون دان (بالإنجليزية: Williamson Dunn)‏ هو سياسي أمريكي، ولد في 25 ديسمبر 1781 في مقاطعة ميرسير في الولايات المتحدة، وتوفي في 11 نوفمبر 1854 في هانوفر في الولايات المتحدة.